# Qiuchang, Guangdong
Qiuchang (kinesiska: 秋长) är ett stadsdelsdistrikt i sydöstra Kina. Det ligger i stadsdistriktet Huiyang i staden Huizhou i provinsen Guangdong, omkring 120 kilometer öster om provinshuvudstaden Guangzhou. Antalet invånare är 81 224. Befolkningen består av 34 972 kvinnor och 46 252 män. Barn under 15 år utgör 12,0 %, vuxna 15-64 år 84 %, och äldre över 65 år 3,0 %.